# Dicranomyia flavalis
Dicranomyia flavalis là một loài ruồi trong họ Limoniidae. Chúng phân bố ở miền Australasia.